# Héros national de l'Azerbaïdjan
Le titre de « Héros national de l'Azerbaïdjan » (en azéri : Azərbaycan milli qəhrəmanı) est le plus haut titre honorifique azerbaïdjanais, institué le 25 mars 1992.

## Contexte
Le titre de Héros national de l'Azerbaïdjan est accordé par le Président de la République d'Azerbaïdjan aux citoyens civils et militaires considérées comme ayant apporté un service exceptionnel et pour la bravoure pour l'indépendance ou au développement de l'Azerbaïdjan. Le titre de Héros national de l'Azerbaïdjan est délivré par le Président de la République d'Azerbaïdjan selon son initiative ou bien les pétitions avancées. Le titre ne peut être accordé plus d'une fois à la même personne.

## Récipiendaires
| Nom                  | Qualité            | Date d'attribution | Notes            |
| -------------------- | ------------------ | ------------------ | ---------------- |
| Albert Agarunov      | Maître             | 7 juin 1992        | À titre posthume |
| Riad Ahmadov (en)    | Lieutenant-colonel | 7 juin 1992        | À titre posthume |
| Alif Hajiyev         | Major              | 7 juin 1992        | À titre posthume |
| Mehman Sayadov (en)  | Officier           | 7 juin 1992        | À titre posthume |
| Salatyn Asgarova     | Journaliste        | 6 novembre 1992    | À titre posthume |
| Ali Mustafayev (en)  | Journaliste        | 6 novembre 1992    | À titre posthume |
| Chingiz Mustafayev   | Journaliste        | 6 novembre 1992    | À titre posthume |
| Viktor Seryogin (en) | Pilote militaire   | 25 novembre 1992   | À titre posthume |
| Asif Maharammov (en) | Lieutenant-colonel | 7 décembre 1992    |                  |
| Zakir Yusifov (en)   | Major              | 5 février 1993     | À titre posthume |
| Allahverdi Bagirov   | Officier           | 24 février 1993    | À titre posthume |
| Ibad Huseynov        | Maître             | 9 octobre 1994     |                  |
| Eldar Mammadov (en)  | Officier           | 11 décembre 1994   | À titre posthume |
| Telman Hasanov (en)  | Police             | 27 décembre 1999   | À titre posthume |
| Mubariz Ibrahimov    | Adjudant           | 22 juillet 2010    | À titre posthume |
| Mourad Mirzayev      | Lieutenant-colonel | 19 avril 2016      | À titre posthume |
| Samid Imanov         | Major              | 19 avril 2016      | À titre posthume |
| Chukur Hamidov       | Lieutenant-colonel | 19 avril 2016      |                  |
| Chinguiz Gourbanov   | Officier           | 7 février 2017     | À titre posthume |
| Hokuma Aliyeva       | Hôtesse de l'air   | 29 décembre 2024   | À titre posthume |